# محمدآباد (یزد)
محمدآباد، روستایی در دهستان فهرج بخش مرکزی شهرستان یزد در استان یزد ایران است. این روستا، مرکز دهستان فهرج است.

## جمعیت
بر پایه سرشماری عمومی نفوس و مسکن در سال ۱۳۹۵، جمعیت این روستا برابر با ۳٬۲۷۷ نفر (۱٬۰۳۲ خانوار) بوده است.